# M110半自動狙擊手系統
M110半自動狙擊手系統（M110 Semi-Automatic Sniper System，簡稱M110 SASS)是美國奈特軍械公司（KAC）推出的7.62×51 NATO半自動狙擊步槍，現裝備美國陸軍。2008年6月12日，M110 SASS成為了「2007年美國陸軍十大發明」之一。2016年4月，美國陸軍決定以更緊湊和更輕巧的HK G28狙擊步槍取代M110。

## 設計及歷史

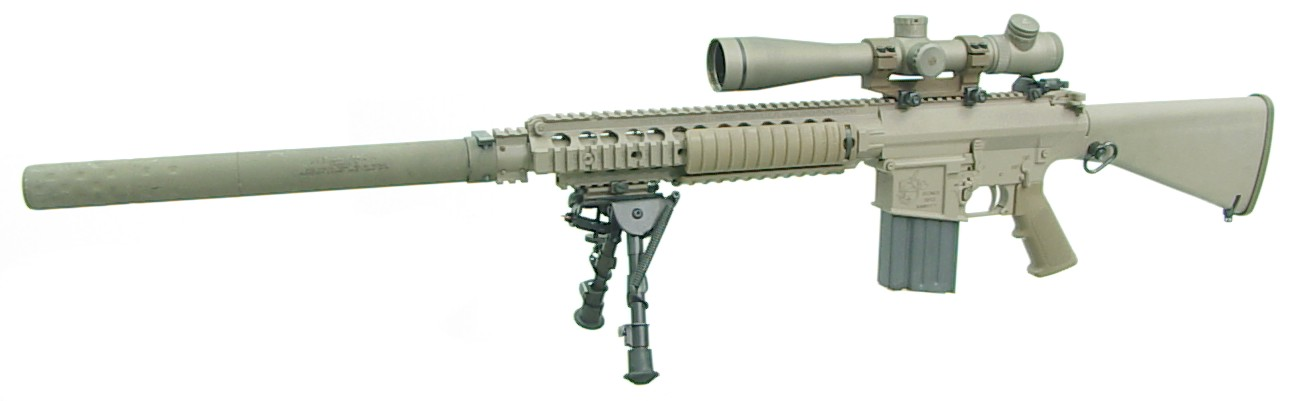
裝上快拆式消聲器的M110 SASS。

M110 SASS的開發目的是為了替換美國陸軍狙擊手、觀察手、指定射手及班組精確射手的M24狙擊手武器系統，美國陸軍在提交計劃後開放給多家公司參與，包括KAC和雷明登／DPMS合伙公司。結果KAC在2005年9月28日勝出並正式定名為M110半自動狙擊手系統（在測試時名為XM110）。2007年4月，駐守阿富汗的美國陸軍Fury特遣隊成為首個使用M110 SASS作戰的部隊。
M110 SASS由位於佛羅里達州泰特斯維爾的KAC設計及生產，KAC把M110 SASS定名為SR-M110 SASS，整個套裝包括Leupold 3.5—10倍瞄准鏡、攜帶型槍袋、Harris可拆式兩腳架、背帶、AN/PVS-14夜視儀、快拆式消聲器、數個20發彈匣和PAL專用彈匣袋及硬式儲藏箱一個。
M110 SASS的彈匣釋放鈕、保險制、拉機柄兩面皆可操作。SR-25、Mk 11 Mod 0和M110 SASS皆改良自尤金·斯通納在1950年代設計的AR-10，而M110 SASS的改良自SR-25，因此設計上與SR-25及Mk 11 Mod 0半自動狙擊步槍十分相似，但槍托及導軌系統有所改良，KAC亦有將AR-15／M16的一些通用部件改良至SR-25系列內，及提高可靠性和準確度。
M110 SASS與Mk 11 Mod 0的主要分別：
- 導軌系統：Mk 11 Mod 0原有的KAC浮置式RAS導軌，M110 SASS改用URX導軌系統及加裝摺疊式後備機械照門／準星（BUIS）
- 槍托：固定槍托但槍托底板可調，在XM110正式命名為M110後槍托底板改為按壓式調節
- 消焰器：M110 SASS可對應快拆式（QD）消聲器[5]
- 瞄准鏡座：M110 SASS採用KAC 30毫米雙環式瞄准鏡座

其他XM110正式命名為M110後的改良包括轉動式背帶環、可兩面操作拉機柄及摺合式後備機械準星可鎖上固定。

## 使用評價
在阿富汗的戰鬥中發現，M110在中遠距離上的精度表現不夠好，無法取代M24的地位，而M110現在只能被用作與M24搭配的精確射手步槍。

## 使用國
- 阿根廷
  - 阿根廷聯邦警察（英语：Argentine Federal Police）鷹特别行動旅
- 巴西
  - 巴西陸軍（英语：Brazilian Army）
- 加拿大
  - 加拿大特种部队司令部（英语：Canadian Special Operations Forces Command）第2联合特遣部队[6]
- 哥伦比亚
  - 哥倫比亞陸軍（英语：Colombian Army）
- 埃及
  - 埃及武裝部隊特種部隊單位
- - 喬治亞特種作戰部隊（英语：Georgian Special Operations Forces）
- 希腊
  - 希臘海軍水下爆破司令部（英语：Underwater Demolition Command）
- 几内亚
- 匈牙利
  - 匈牙利武裝部隊（英语：Military of Hungary）特種部隊單位
- 義大利
  - 意大利陸軍第9傘降突擊團（英语：9th Parachute Assault Regiment）[7]
- 伊拉克
  - 伊拉克特種作戰部隊
- - 肯尼亞國防軍
- 马来西亚
  - 馬來西亞皇家海軍
  - 馬來西亞海事執法局（英语：Malaysian Maritime Enforcement Agency）
- 墨西哥
  - 墨西哥武裝部隊特種部隊單位
- 摩尔多瓦
  - 摩爾多瓦陸軍（英语：Moldovan Army）特種部隊單位
- 摩洛哥
  - 摩洛哥皇家軍隊特種部隊單位
- 波蘭
  - 波蘭特種部隊（英语：Polish Special Forces）
- 羅馬尼亞
  - 羅馬尼亞武裝部隊特種部隊單位
- 新加坡
  - 新加坡武裝部隊
- - 大韓民國陸軍特戰司令部
- 西班牙
  - 加泰羅尼亞騎警（英语：Mossos d'Esquadra）特别干預組
- 泰國
- 土耳其
  - 土耳其共和國總參謀部（英语：General Staff of the Republic of Turkey）特種部隊司令部（英语：Special Forces Command (Turkey)）
- 乌克兰
  - 烏克蘭武裝部隊
  - 烏克蘭安全局
- 英国
  - 英國特種部隊
- 美国
  - 美國陸軍
  - 美國海軍陸戰隊（命名為“Mk 11 Mod 2”）
  - 美國海岸防衛隊

## 登場作品

### 電子遊戲
- 2015年—：型號為M110K5，命名為「M110K5」，為資料片「Blackout」新增武器，歸類為戰鬥步槍，預設配備機械瞄具，載彈量25+1發，能夠由兩方所有職階所使用，需要完成“M110K5任務”解鎖。可加裝各種瞄準鏡（反射、眼鏡蛇、全息瞄準鏡（放大1倍）、PKA-S（放大1倍）、Micro T1、SRS 02、Comp M4S、M145（放大3.4倍）、PO（放大3.5倍） 、ACOG（放大4倍）、PSO-1（放大4倍）、IRNV（放大1倍）、FLIR（放大2倍））、附加配件（傾斜式機械瞄具、傾斜式紅點鏡、電筒、戰術燈、激光瞄準器）及握把（垂直握把、粗短握把、直角握把）。
- 2015年—《戰術小隊》：由美國陸軍所使用。
- 2017年—：命名為“Knight 110”，配備狙擊鏡，使用10發彈匣供彈。
- 2018年—《地面部隊》（Ground Branch）
- 2023年—《暗區突圍》：命名為「M110」，黃色，可改裝，加裝各種瞄準鏡，握把等

## 參考資料

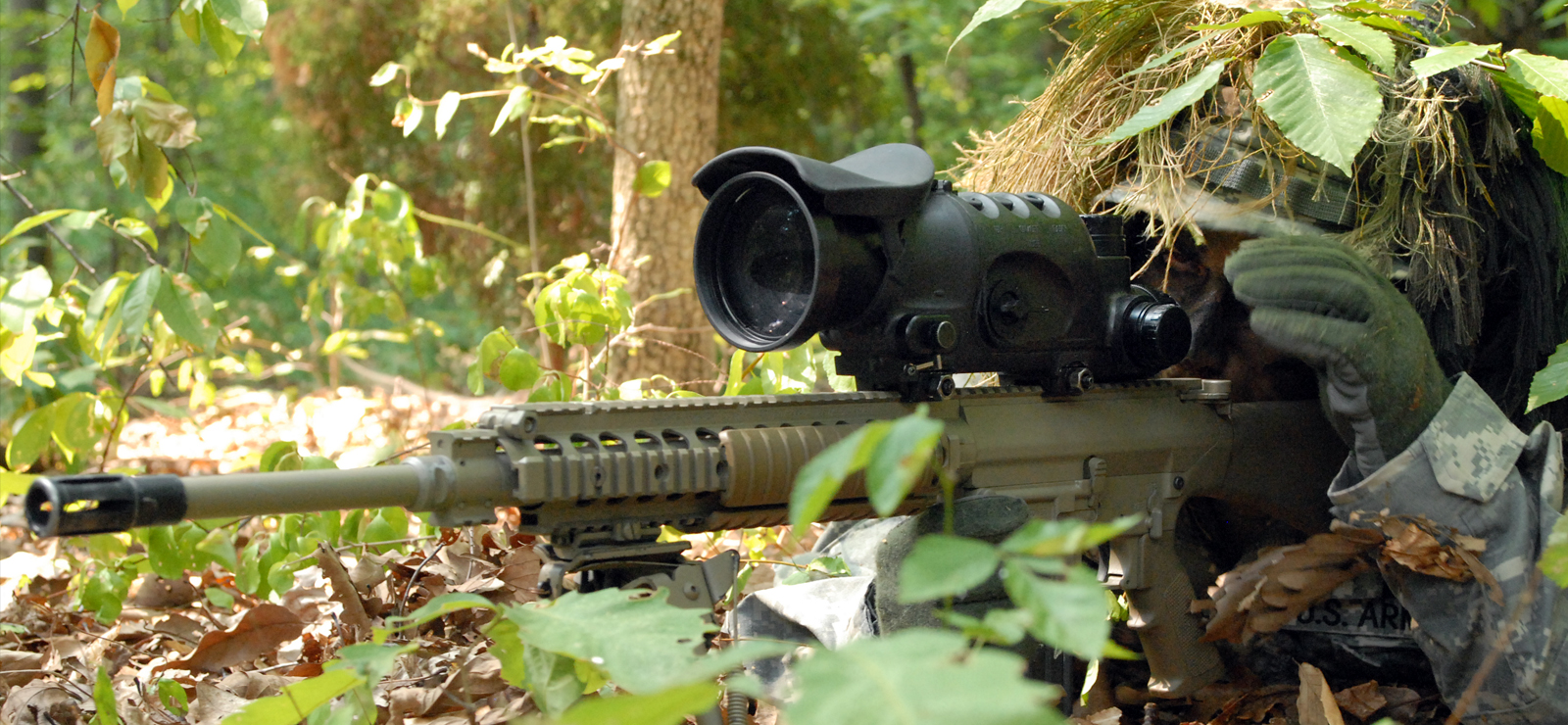
裝上AN/PVS-10夜視瞄准鏡的M110 SASS。

正在以M110 SASS進行訓練的美國陸軍狙擊手，前方為M24狙擊手武器系統、遠處為一把M4卡賓槍。

## 參看
- SR-25
- AR-10
- L129A1
- HK417